# Article 34 de la Constitution de la Cinquième République française
Article 33 Article 34-1
L'article 34 de la Constitution de la Cinquième République française définit la loi et délimite son domaine, dans le cadre instauré par la Constitution du 4 octobre 1958.

## Texte de l'article
« La loi fixe les règles concernant :
- les droits civiques et les garanties fondamentales accordées aux citoyens pour l'exercice des libertés publiques ; la liberté, le pluralisme et l'indépendance des médias ; les sujétions imposées par la défense nationale aux citoyens en leur personne et en leurs biens ;
- la nationalité, l'état et la capacité des personnes, les régimes matrimoniaux, les successions et libéralités ;
- la détermination des crimes et délits ainsi que les peines qui leur sont applicables ; la procédure pénale ; l'amnistie ; la création de nouveaux ordres de juridiction et le statut des magistrats ;
- l'assiette, le taux et les modalités de recouvrement des impositions de toutes natures ; le régime d'émission de la monnaie.

La loi fixe également les règles concernant :
- le régime électoral des assemblées parlementaires, des assemblées locales et des instances représentatives des Français établis hors de France ainsi que les conditions d'exercice des mandats électoraux et des fonctions électives des membres des assemblées délibérantes des collectivités territoriales ;
- la création de catégories d'établissements publics ;
- les garanties fondamentales accordées aux fonctionnaires civils et militaires de l'État ;
- les nationalisations d'entreprises et les transferts de propriété d'entreprises du secteur public au secteur privé.

La loi détermine les principes fondamentaux :
- de l'organisation générale de la défense nationale ;
- de la libre administration des collectivités territoriales, de leurs compétences et de leurs ressources ;
- de l'enseignement ;
- de la préservation de l'environnement ;
- du régime de la propriété, des droits réels et des obligations civiles et commerciales ;
- du droit du travail, du droit syndical et de la sécurité sociale.

La loi détermine les conditions dans lesquelles s'exerce la liberté garantie à la femme d'avoir recours à une interruption volontaire de grossesse.
Les lois de finances déterminent les ressources et les charges de l'État dans les conditions et sous les réserves prévues par une loi organique.
Les lois de financement de la sécurité sociale déterminent les conditions générales de son équilibre financier et, compte tenu de leurs prévisions de recettes, fixent ses objectifs de dépenses, dans les conditions et sous les réserves prévues par une loi organique.
Des lois de programmation déterminent les objectifs de l'action de l'État.
Les orientations pluriannuelles des finances publiques sont définies par des lois de programmation. Elles s'inscrivent dans l'objectif d'équilibre des comptes des administrations publiques.

Les dispositions du présent article pourront être précisées et complétées par une loi organique. »
— Article 34 de la Constitution

## Modifications de l'article 34
L'article 34 a été modifié à cinq reprises (voir Révisions constitutionnelles sous la Cinquième République) :
- par la loi constitutionnelle du 22 février 1996 en ce qui concerne la définition des lois de financement de la sécurité sociale.
- par la loi constitutionnelle du 28 mars 2003, qui a remplacé la formulation « collectivités locales » par la formulation « collectivités territoriales » (modification rédactionnelle afin d'harmoniser les articles 34 et 72).
- par la loi constitutionnelle du 1er mars 2005 qui a ajouté l'alinéa « de la préservation de l'environnement ». La même loi constitutionnelle a inséré dans le préambule de la Constitution la référence à la Charte de l'environnement de 2004.
- par la loi constitutionnelle du 23 juillet 2008 :
  - suppression du premier alinéa (« La loi est votée par le Parlement »), dont le contenu a été transféré à l'article 24 ;
  - ajout des mots « la liberté, le pluralisme et l'indépendance des médias » (alinéa 2) ;
  - ajout des mots « des assemblées locales et des instances représentatives des Français établis hors de France ainsi que les conditions d'exercice des mandats électoraux et des fonctions électives des membres des assemblées délibérantes des collectivités territoriales » (alinéa 7) ;
  - remplacement de l'avant-dernier alinéa (« Des lois de programme déterminent les objectifs de l’action économique et sociale de l’État. ») par deux alinéas relatifs aux lois de programmation et aux orientations pluriannuelles des finances publiques.
- par la loi constitutionnelle du 8 mars 2024, qui ajoute un alinéa relatif à la liberté garantie de recourir à l'interruption volontaire de grossesse[1].

## Portée de l'article
L'article 34 opère une véritable « révolution copernicienne » du rôle de la loi. Dans les régimes précédents de la IIIe et de la IVe Républiques, la loi, « expression de la volonté générale », pouvait intervenir dans tous les domaines : elle n'était limitée ni par la Constitution, en l'absence de possibilité de contrôler effectivement la conformité d'une loi à la norme fondamentale, ni par le règlement qui, comme l'a analysé Carré de Malberg, ne pouvait intervenir qu'en vertu d'une loi. Or la Constitution de 1958 semble renverser le rôle respectif de la loi et du règlement : l'article 34 limite la loi à une liste de domaines particuliers, tandis que l'article 37 dispose que le règlement peut couvrir tous les champs non attribués à la loi. C'est donc désormais le règlement, pris par le pouvoir exécutif, qui devient autonome.
En pratique, le rôle de la loi ne s'est pas transformé autant qu'il y paraît.
D'une part, la liste des domaines attribués à la loi par l'article 34 est particulièrement large et couvre la plus grande part de l'activité normative.
D'autre part, le Conseil constitutionnel, dont l'une des principales tâches, dans l'esprit du constituant, devait être de contenir le Parlement dans le domaine de la loi, a fini par accepter les interventions de la loi dans le domaine réglementaire. Il estime ainsi depuis sa décision « Blocage des prix et des revenus » du 30 juillet 1982 que « la Constitution n'a pas entendu frapper d'inconstitutionnalité une disposition de nature réglementaire contenue dans une loi ». En effet, la présence de dispositions à caractère réglementaire dans un texte de loi examiné par le Parlement n'empêche pas le pouvoir exécutif d'exercer ses prérogatives : il peut opposer l'irrecevabilité (article 41) ou obtenir plus tard le déclassement des dispositions concernées (article 37, alinéa 2). Le Conseil constitutionnel estime donc que de telles dispositions peuvent demeurer dans le texte de loi.
Au surplus, une séparation trop rigide entre le domaine de la loi et le domaine du règlement ne profite pas toujours au gouvernement, qui apprécie parfois cette possibilité de conférer un prestige accru ou une plus grande légitimité à certaines mesures en les faisant approuver par le Parlement, quand bien même il aurait pu les adopter par la voie réglementaire. Par ailleurs, la présence de dispositions réglementaires dans une loi permet de faciliter sa lisibilité en évitant la dispersion entre deux textes différents, adoptés par des instances différentes, de mesures qui dépendent étroitement l'une de l'autre.
Si le Parlement peut exercer des pouvoirs réglementaires qui relèvent normalement du Gouvernement, celui-ci en revanche ne peut se servir de son pouvoir réglementaire pour encadrer des éléments relevant du domaine de la Loi et donc du Parlement.  À ce propos, il y a « incompétence négative du législateur » lorsque les parlementaires délèguent de facto, à travers une Loi, leur pouvoir décisionnel portant sur un élément relevant de l'article 34 à une instance réglementaire.  Une telle disposition législative peut alors être censurée par le Conseil constitutionnel.
La séparation entre le domaine de la loi et le domaine du règlement n'est donc pas si tranchée qu'on l'a cru dans les premiers temps de la Cinquième République. Elle est toutefois rappelée par le Conseil constitutionnel dans sa décision du 21 avril 2005 sur la loi d'orientation et de programme pour l'avenir de l'école : dans cette décision, il déclare que certains articles de la loi relèvent du domaine réglementaire, ce qui permettrait au Gouvernement de les modifier sans nécessité de recourir à la procédure prévue par l'article 37, alinéa 2.
Cet article précise très clairement que la loi fixe et doit garantir de façon fondamentale ce qui est accordé aux fonctionnaires civils et militaires de l'État. Cet alinéa fait la distinction entre les fonctionnaires civils de l'État et les militaires de l'État.

## Sécurité sociale et protection sociale
Le 4 juillet 2018 un amendement du député LREM Olivier Véran adopté en commission des lois dans le cadre de projet de révision constitutionnelle remplace la mention « sécurité sociale » au profit de « protection sociale » dans sept articles (dont l'article 34) de la Constitution où il est question des lois de financement de la Sécurité sociale (LFSS) qu'il justifiait par une future loi sur la prise en charge de la dépendance en 2019 et la création d'un « système universel de retraite ». Deux jours plus tard, un nouvel amendement ne modifie plus que la seule occurrence de l'article 34 en y ajoutant protection sociale sans retirer sécurité sociale. 
Une telle évolution ouvrirait la voie à une compétence du Parlement sur des régimes sociaux qui ne relèvent pas de la Sécurité sociale, tels que l'assurance chômage et la retraite complémentaire — deux régimes essentiellement administrés par les partenaires sociaux. Elle n'aurait toutefois pas d'effet direct sur la structure du financement de la Sécurité sociale, déjà composé à plus de 40 % de ressources de nature fiscale, ni sur celui des régimes d'assurance chômage et de retraite complémentaire. En effet, la fiscalisation de leur financement est d'ores et déjà engagée par : 
- La suppression des contributions salariales d'assurance chômage, compensée à partir du 1er janvier 2019 par l'Agence centrale des organismes de sécurité sociale à partir d'une fraction de contribution sociale généralisée (CSG) ;
- L'extension au 1er janvier 2019 de plusieurs dispositifs d'exonération de cotisations (réduction générale, exonération dite « Lodeom » bénéficiant aux employeurs situés Outre-Mer et exonération bénéficiant aux employeurs du secteur des services à la personne) aux contributions d'assurance chômage et aux cotisations de retraite complémentaire, dont le manque à gagner est compensé par l'Agence centrale des organismes de sécurité sociale à partir de recettes fiscales affectées.

Cette réforme constitutionnelle aurait donc pour effet de maintenir les finances de la Sécurité sociale comme réalité distincte du budget de l'État, et d'étendre le champ de compétence du Parlement — et donc de l'État — à de nouveaux régimes de protection sociale.

### Texte de l'article 34
- sur Legifrance